# دلفت

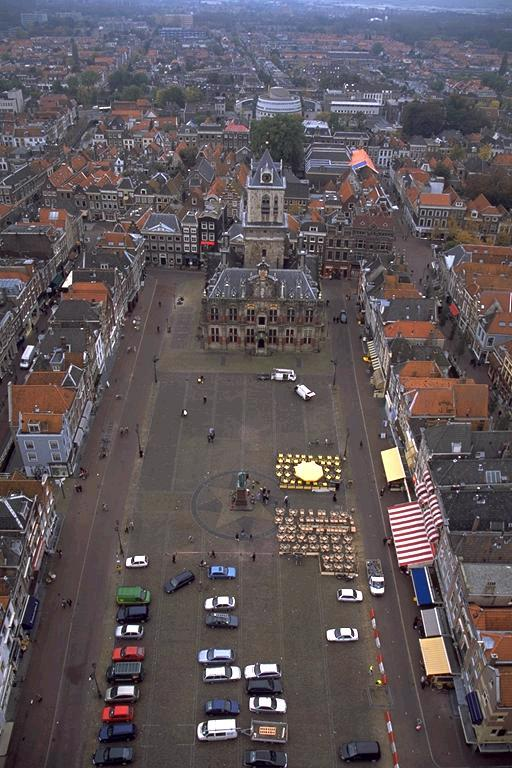
میدان بازار و ساختمان شهرداری دلفت.

دِلفت (Delft) شهری است در کشور هلند.
شهر دلفت در بخش دلفت در استان هلند جنوبی (Zuid-Holland) واقع شده است.
این شهر میان شهرهای روتردام و لاهه قرار دارد و در سال ۲۰۰۹ جمعیت آن ۹۶٫۰۸۳ نفر شمارش شد.
مرکز شهر اصیل آن، کوزه‌گری آبی‌رنگ دلفت و دانشگاه صنعتی دلفت و نقاش بزرگ یوهانس ورمر (فرمیر) از وجوه معروفیت این شهر هستند.
شهر دلفت در سدهٔ نوزدهم تبدیل به یک شهر صنعتی شد و اهمیت آن در تاریخ هلند به اینست که ویلیام خاموش، نخستین فرمانروای هلند از ۱۵۷۲ تا ۱۵۸۴ در آن‌جا سکونت داشت و در همان‌جا کشته‌شد. به همین‌رو به این شهر لقب «شهر شاهزاده» داده‌اند.

## نگارخانه

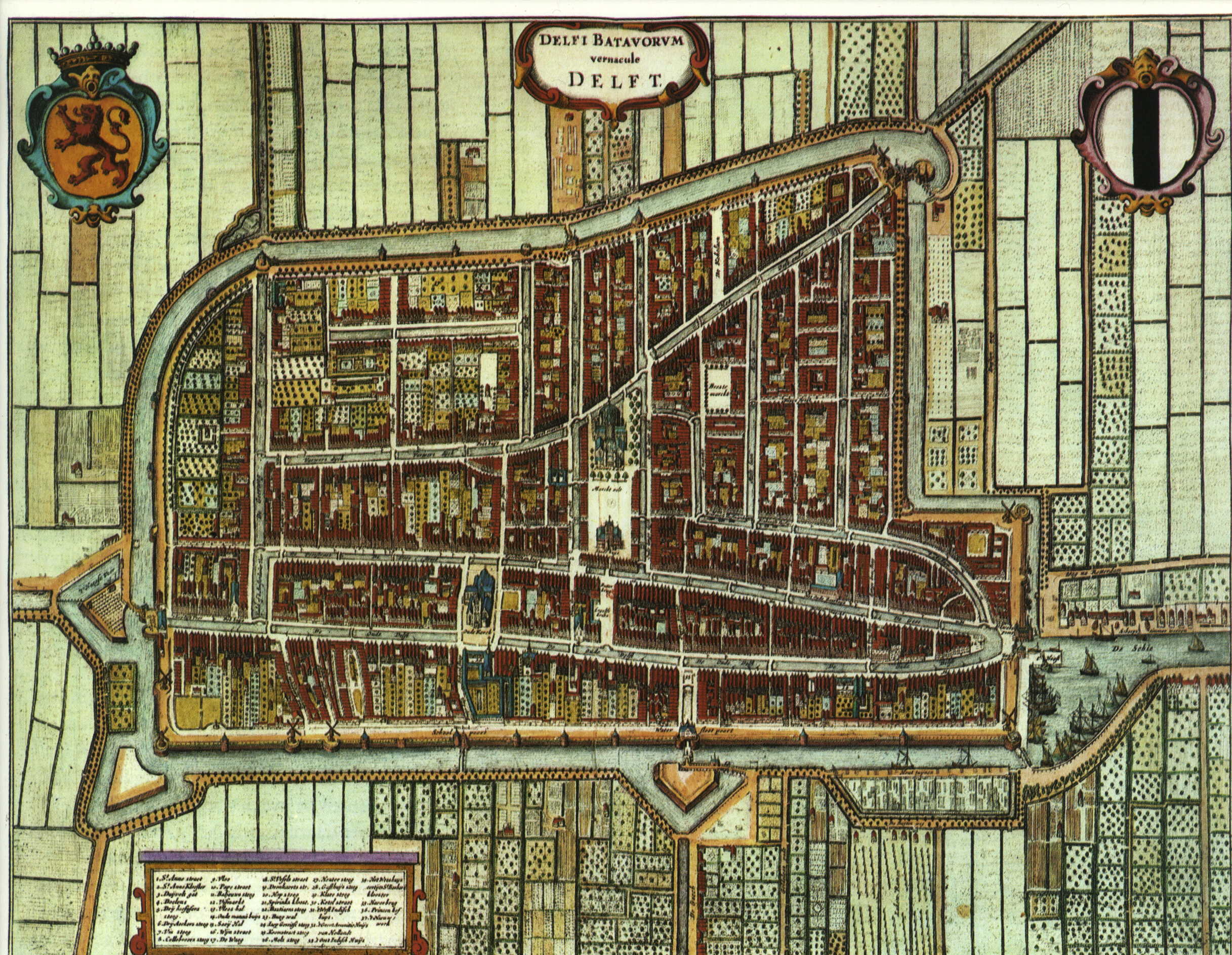
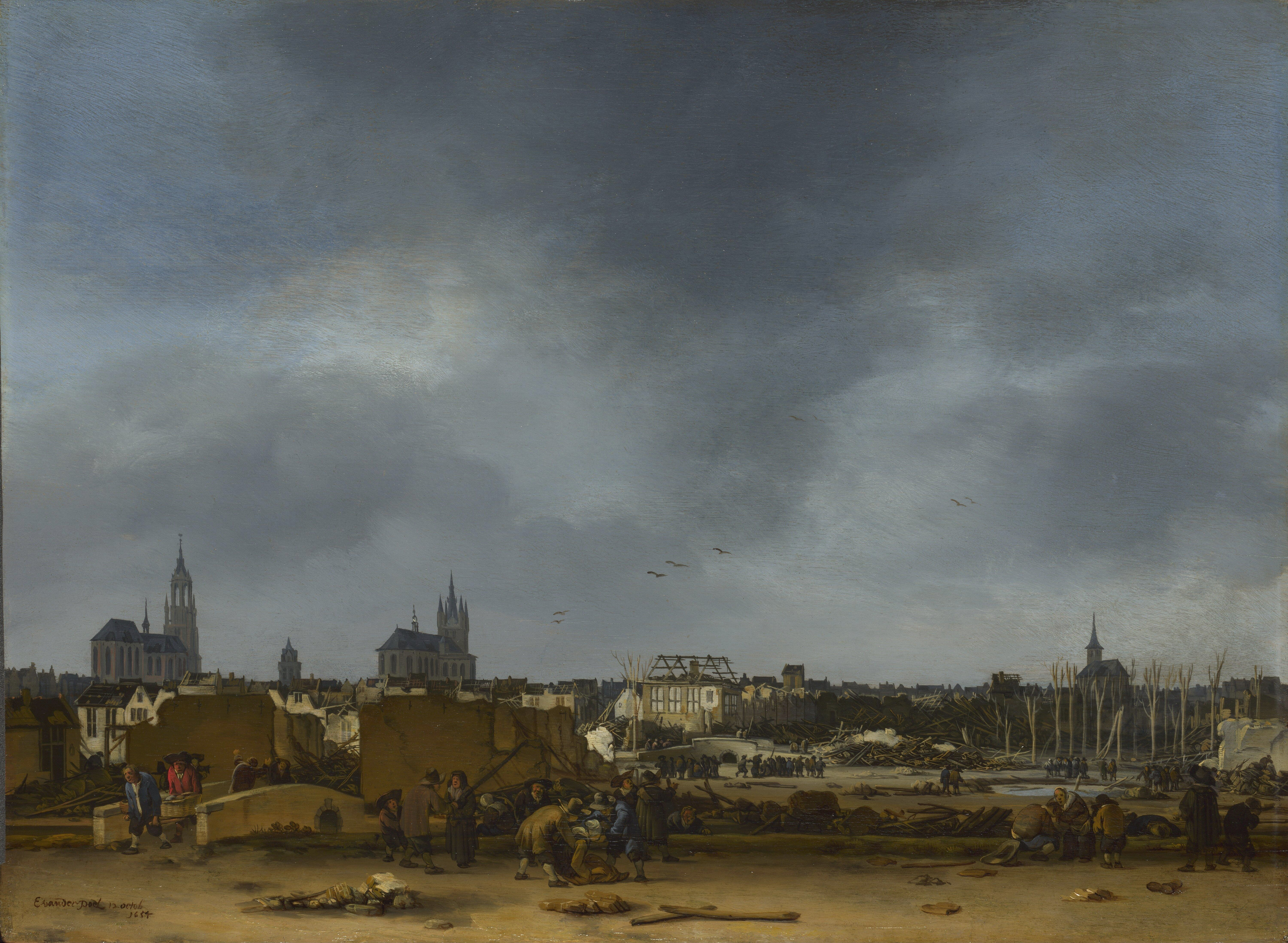
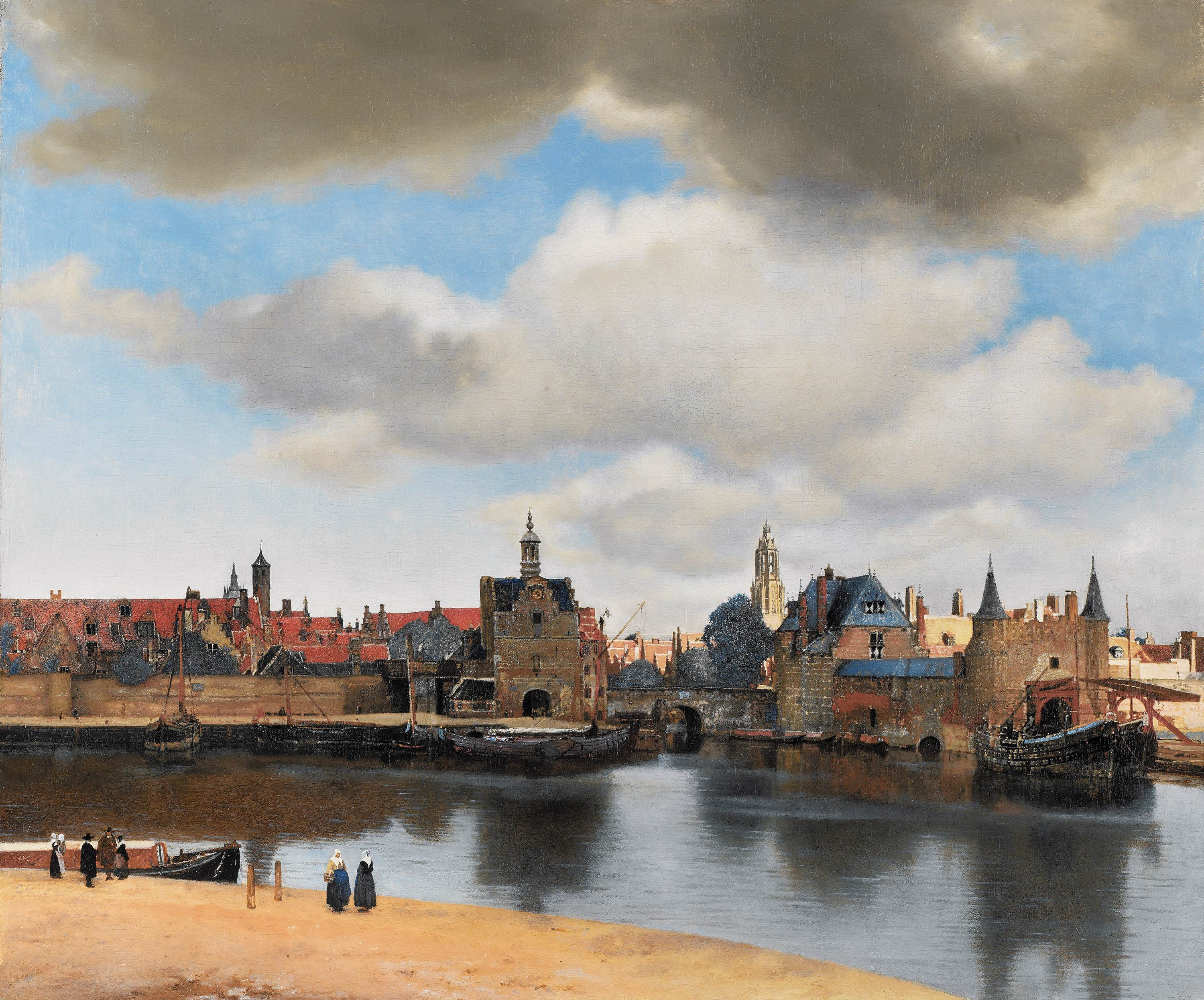
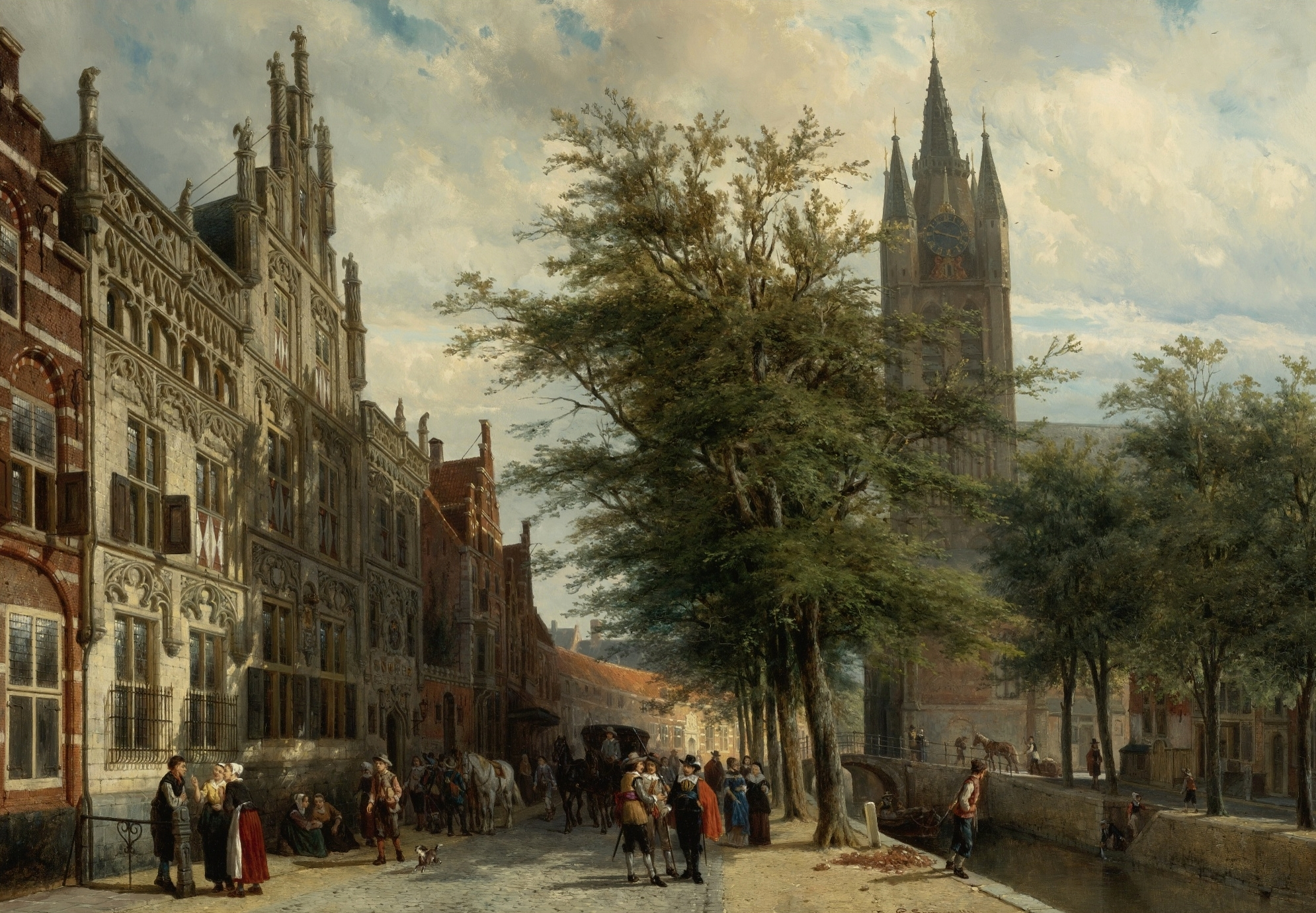